# Sakura (satelita)
Sakura – japoński eksperymentalny satelita telekomunikacyjny. Służył do badań transmisji rozmów telefonicznych i telewizyjnych na częstotliwościach 2,1, 2,3, 4, 6, 20 i 30 GHz. Dotyczyły one wyznaczania charakterystyk przyrządów i urządzeń, badania sygnałów transmisji, propagacji, działania systemów naziemnych i samego statku. W lutym 1979 przeprowadzono eksperymenty wspólnie z satelitą ECS.
Satelita miał kształt cylindra otoczonego ogniwami słonecznymi. Ponad 2-metrowej długości walec wydłużony był dodatkowo o 1,31 m przez antenę. Był stabilizowany obrotowo, z prędkością 90 obr./min. Oś obrotu była prostopadła do orbity i równika ziemskiego. Antena główna była skierowana około 45 stopni do osi obrotu.
Pozycja satelity na orbicie geostacjonarnej była zmieniana. W latach 1977–1983 znajdował się nad południkiem 135°E. W latach 1984–1985, 150°E. W dniu 10 marca 2007 statek zajmował pozycję 94,72°W, dryfując w tempie 4,901°W/dobę.
Szacowany czas pracy statku wynosił 3 lata, jednak statek pracował do 1985. Pozostaje na orbicie okołoziemskiej.